# Belle Haven (Contea di Fairfax, Virginia)
Belle Haven è un census-designated place (CDP) degli Stati Uniti d'America, situato nello stato della Virginia, nella contea di Fairfax. Secondo il censimento del 2020 gli abitanti di Belle Haven ammontavano a 6 851.